# The Great American Bash 2000
The Great American Bash 2000 fu la quattordicesima edizione del pay-per-view di wrestling della serie Great American Bash, la decima ed ultima ad essere prodotta dalla World Championship Wrestling. L'evento si svolse l'11 giugno 2000 presso la Baltimore Arena di Baltimora, Maryland.
La WCW chiuse i battenti nel 2001 e fu acquistata dalla WWE, che dopo una pausa di quattro anni produsse la propria versione del ppv The Great American Bash a partire dal 2004.

## Risultati
| N. | Risultati | Stipulazione                                                                                             | Durata |
| -- | --- | --- | ------ |
| 1  | Lieutenant Loco (c) (con General Rection, Major Gunns, Corporal Cajun, Major Stash) sconfigge Disqo (con Konnan, Tygress, Rey Misterio Jr., Juventud Guerrera) | Single match per il WCW Cruiserweight Championship                                                       | 04:57  |
| 2  | KroniK (Brian Adams & Bryan Clark) sconfiggono The Mamalukes (Big Vito & Johnny the Bull)                                                                      | Tag team match per determinare i primi sfidanti al WCW World Tag Team Championship                       | 09:20  |
| 3  | Mike Awesome sconfigge Diamond Dallas Page (con Chris Kanyon)                                                                                                  | Ambulance match                                                                                          | 09:41  |
| 4  | GI Bro sconfigge Shawn Stasiak | Boot Camp match                                                                                          | 13:58  |
| 5  | Shane Douglas sconfigge The Wall | Best of five Tables match                                                                                | 08:12  |
| 6  | Scott Steiner (con Midajah & Shakira) sconfigge Rick Steiner & Tank Abbott                                                                                     | Handicap Cage Asylum match                                                                               | 03:46  |
| 7  | Hollywood Hogan sconfigge Billy Kidman | Single match (con Horace Hogan come arbitro speciale)                                                    | 11:39  |
| 8  | Ric Flair sconfigge David Flair (con Vince Russo) | Single match                                                                                             | 10:16  |
| 9  | Vampiro sconfigge Sting | Human Torch match                                                                                        | 07:23  |
| 10 | Jeff Jarrett (c) sconfigge Kevin Nash | Single match per il WCW World Heavyweight Championship (con Ernest Miller come "special guest enforcer") | 17:22  |

## Accoglienza
Nel 2017, a posteriori Kevin Pantoja di 411Mania diede all'evento un voto di 1.0 [estremamente orribile], scrivendo: "Ora che ho recensito la metà dei PPV WCW del 2000 e quello con il punteggio migliore ha ottenuto 3.5 su 10, posso dire che questo è orribile. Quando l'incontro migliore include David Flair, sai che il tuo show è nei guai. [...] Non solo il wrestling è pessimo, ma nulla ha senso. [...] Un disastro gigantesco."